# TYC 3980-1081-1
TYC 3980-1081-1是一個位於仙王座附近的聯星系統，由一顆紅矮星和一顆白矮星組成，距離地球約27.6光年。